# 埃尚德利
埃尚德利（法語：Échandelys，法語發音：[eʃɑ̃dli]）是法国多姆山省的一个市镇，属于昂贝尔区。

## 地理
埃尚德利（45°32'37"N, 3°31'48"E）面积23.59 平方千米，位于法国奥弗涅-罗讷-阿尔卑斯大区多姆山省，该省份为法国中南部省份，北起阿列省接壤，东临卢瓦尔省，南至上盧瓦爾省和康塔爾省，西接科雷兹省和克勒兹省。
与埃尚德利接壤的市镇（或旧市镇、城区）包括：艾克斯拉法耶特、欧泽勒、布鲁斯、孔达莱蒙布瓦西耶、富尔诺勒、圣埃卢瓦-拉格拉西耶尔、圣热内拉图雷特。

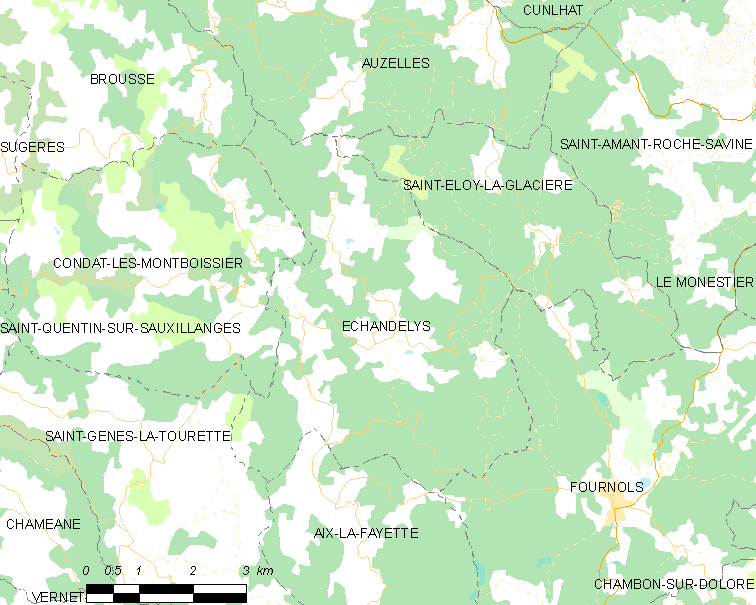
埃尚德利的OSM定位图

埃尚德利的时区为UTC+01:00、UTC+02:00（夏令时）。

## 行政
埃尚德利的邮政编码为63980，INSEE市镇编码为63142。

## 政治
埃尚德利所属的省级选区为利夫拉杜瓦山县。

## 人口

1962-2008年间埃尚德利人口变化图示

埃尚德利于2022年1月1日时的人口数量为249人。